# Galeria Nacional de Praga
La Galeria Nacional de Praga (National Gallery Prague (Czech: Národní galerie Praha, NGP), anteriorment la National Gallery de Praga (Národní galerie v Praze), és una galeria d'art estatal de Praga, que gestiona la col·lecció d'art més gran de la República Txeca i presenta obres mestres d'art plàstic txec i internacional en exposicions permanents i temporals. Les col·leccions de la galeria no s'allotgen en un sol edifici, sinó que es presenten en diverses estructures històriques de la ciutat de Praga, així com en altres llocs. El lloc més gran de les galeries és el Palau de les Fires (Veletržní Palác), que alberga la col·lecció d'art modern de la Galeria Nacional. Altres espais d'exposició importants es troben al convent de Santa Inés de Bohèmia, el palau Kinský, el palau de Salm, el palau Schwarzenberg, el palau Sternberg i l'escola d'equitació Wallenstein. Fundada el 1796, és una de les galeries d'art més antigues del món i un dels museus més grans d'Europa central.

## Història

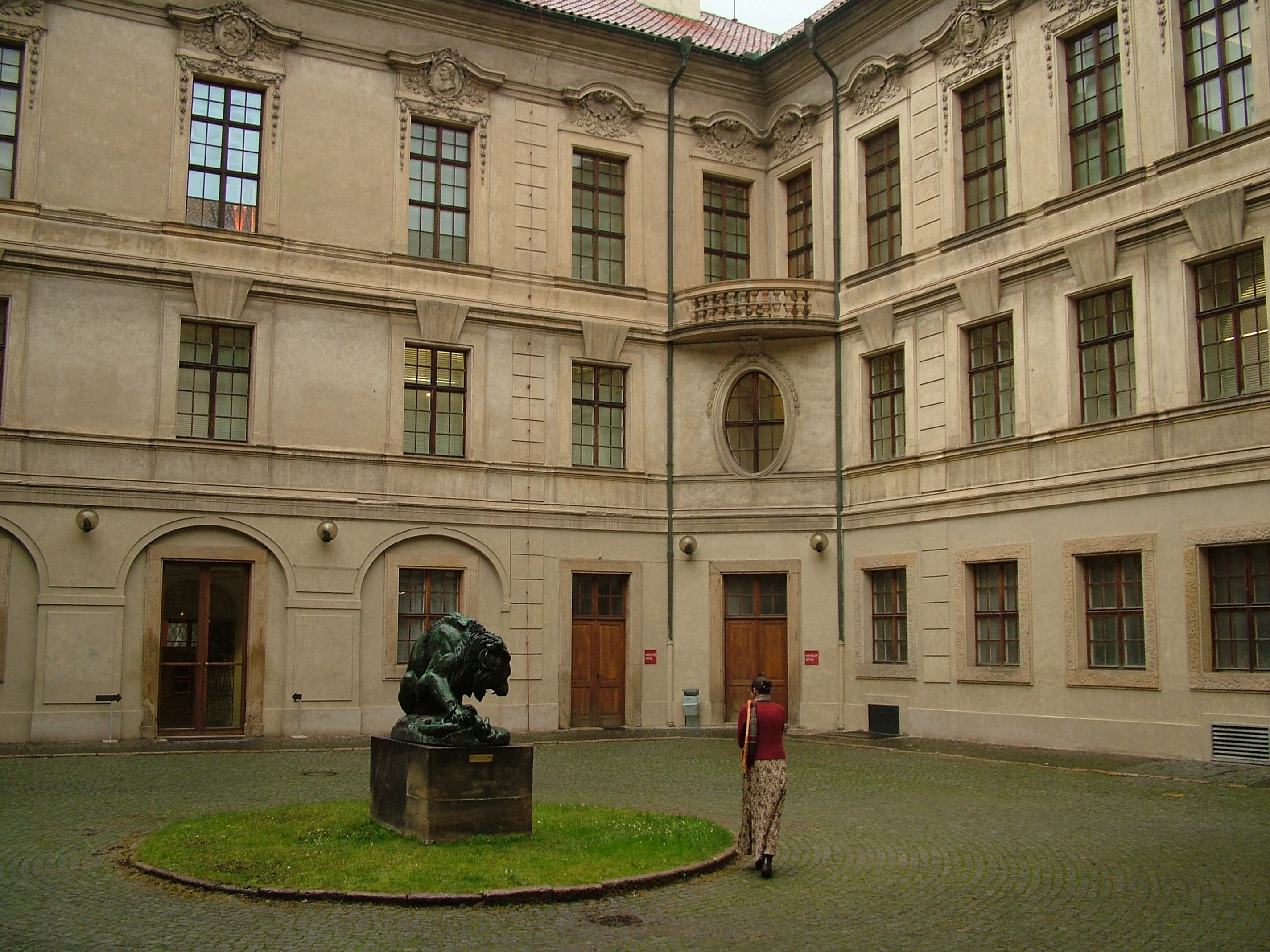
Palau Šternberk a Hradčany

La història de la National Gallery es remunta a finals del segle xviii (concretament el 5 de febrer de 1796), quan un grup de destacats representants de l'aristocràcia patriòtica bohèmia (Kolowrat, Sternberg, Nostitz) i intel·lectuals de classe mitjana van decidir elevar el que van anomenar el "gust artístic degradat" de la població local. La institució, que va rebre el títol de Societat d'Amics Patriòtics de les Arts, va establir l'Acadèmia de Belles Arts i la Galeria de Fotos. El 1918 la Galeria d'imatges es va convertir en una col·lecció central de la recentment formada Txecoslovàquia.
El 1995 es van obrir nous espais dedicats a l'art del segle xix i XX al reformat Veletržní Palác (Palau de les Fires), monument nacional com a edifici funcionalista més gran de Praga i un dels primers exemples d'aquest estil arquitectònic a la ciutat (la construcció va començar el 1925).
El Convent de Sant Jordi (Hradčany) s'utilitzava antigament per mostrar l'art de l'edat mitjana a Bohèmia i Europa central, l'art barroc i l'art de Bohèmia del segle xix.

## Les col·leccions

### Vells mestres
- Convent de Santa Inés de Bohèmia (Ciutat Vella) - Art de l'edat mitjana a Bohèmia i Europa central
- Šternberk Palace (Hradčany) - Art europeu des de l'antiguitat fins al final del període barroc
- Palau Schwarzenberg (Hradčany) - Barroc a Bohèmia

### Art delseglexix
- Palau de Salm (Hradčany)

### Art modern i contemporani

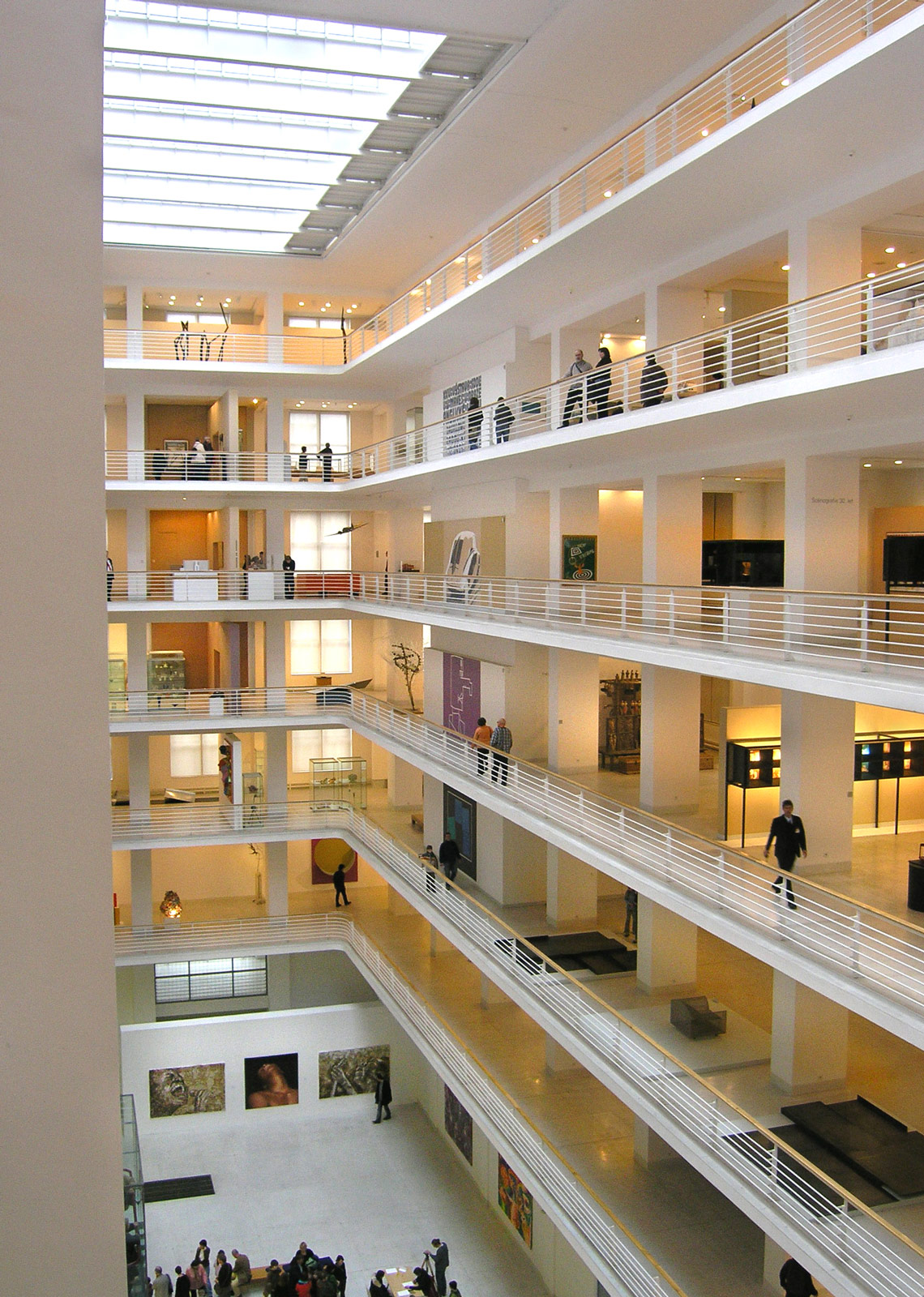
L'atri a Veletržní palác.

- Veletržní palác (Palau de les Fires), Holešovice: art dels segles XIX, XX i XXI, la col·lecció més gran de la National Gallery. Des del 2012, Slav Epic, d'Alfons Mucha, s'hi mostra aquí.

La col·lecció internacional inclou nombroses obres d'artistes com Picasso, Monet, Van Gogh, Rodin, Gauguin, Cézanne, Renoir, Schiele, Munch, Miró i Klimt; moltes d'aquestes són donacions de la col·lecció de l'historiador de l'art Vincenc Kramář.
Picasso, que té una sala àmplia per a ell a la galeria, hi té dos autoretrats i dos dels seus nus a més d'obres més abstractes. Les obres de Rodin, l'exposició a Praga de principis del segle XX que va tenir un profund impacte en l'escultura txeca durant molts anys després, inclouen una sèrie de bustos i figures a mida completa sobre diversos temes de la galeria.
La vasta col·lecció conté un gran nombre de pintures i escultures txeques i eslovacs, incloses obres d'Alfons Mucha, Otto Gutfreund, František Kupka, TF Šimon, Tavik Frantisek Simon (1877-1942), Rudolf Fila, Vincenc Beneš i Bohumil Kubišta. Juntament amb la Casa Negra de la Madonna i el Museu Kampa, la col·lecció del palau firal és una de les col·leccions més notables del cubisme txec a Praga. Entre les seves obres destaquen el Quixot de Gutfreund, el funeral militar de Beneš, una sèrie de quadres de Kupka, que cobreixen gairebé tots els estils amb els quals va experimentar.
- Casa de la Verge Negra (Ciutat Vella) - Cubisme txec

### Col·lecció de gràfics
- Palau de Kinský (Ciutat Vella)

### Art Oriental
- Kinský Palace (Ciutat Vella) - Art d'Àsia i Art del món antic

### Exposat fora de Praga
- Castell de Kinský Žďár nad Sázavou - Art barroc de les col·leccions de la galeria nacional de Praga
- Castell de Fryštát a Karviná: art txec del segle xix de les col·leccions de la galeria nacional de Praga

## Galeria

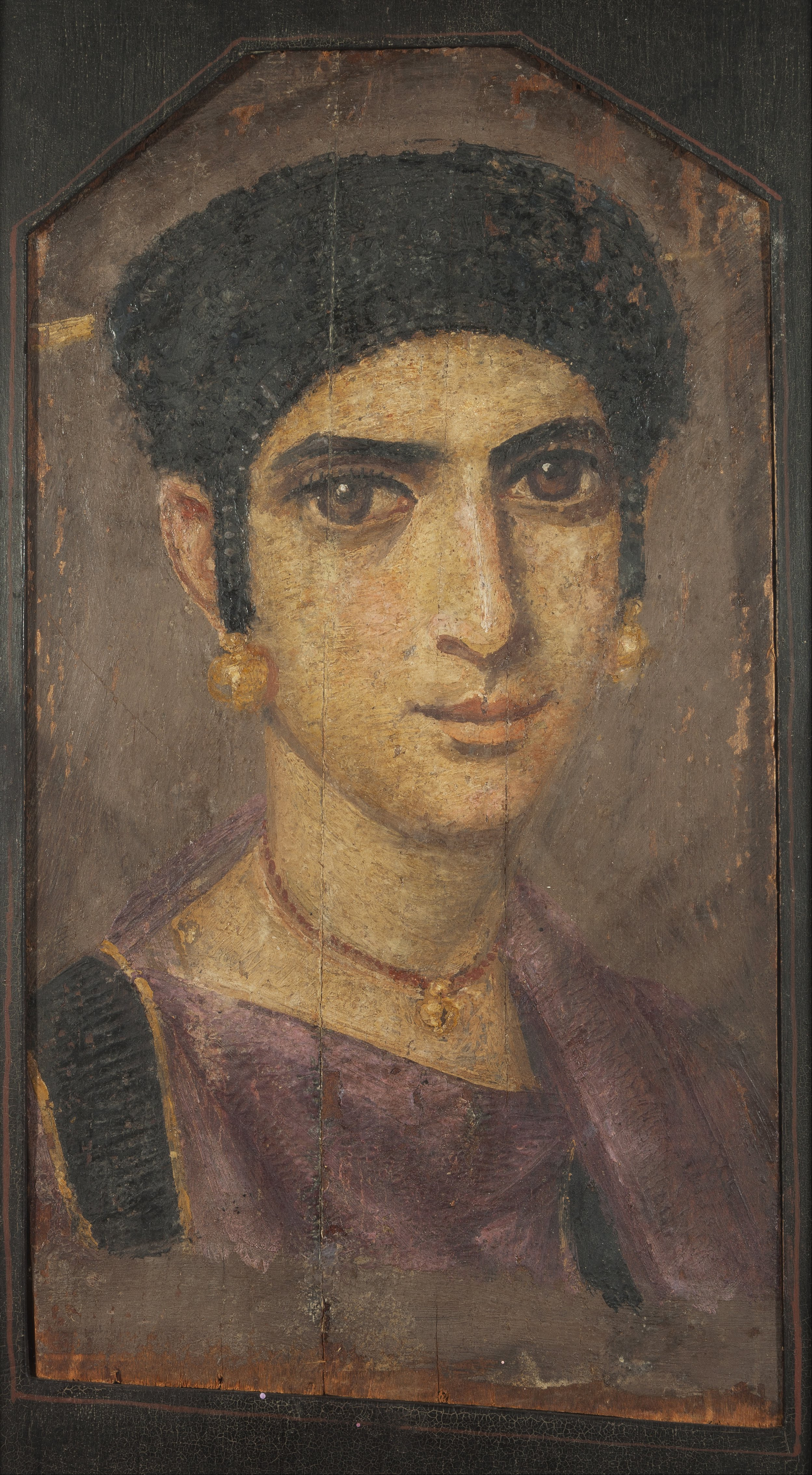
Retrat d'una senyoreta d'Egipte, segle ii
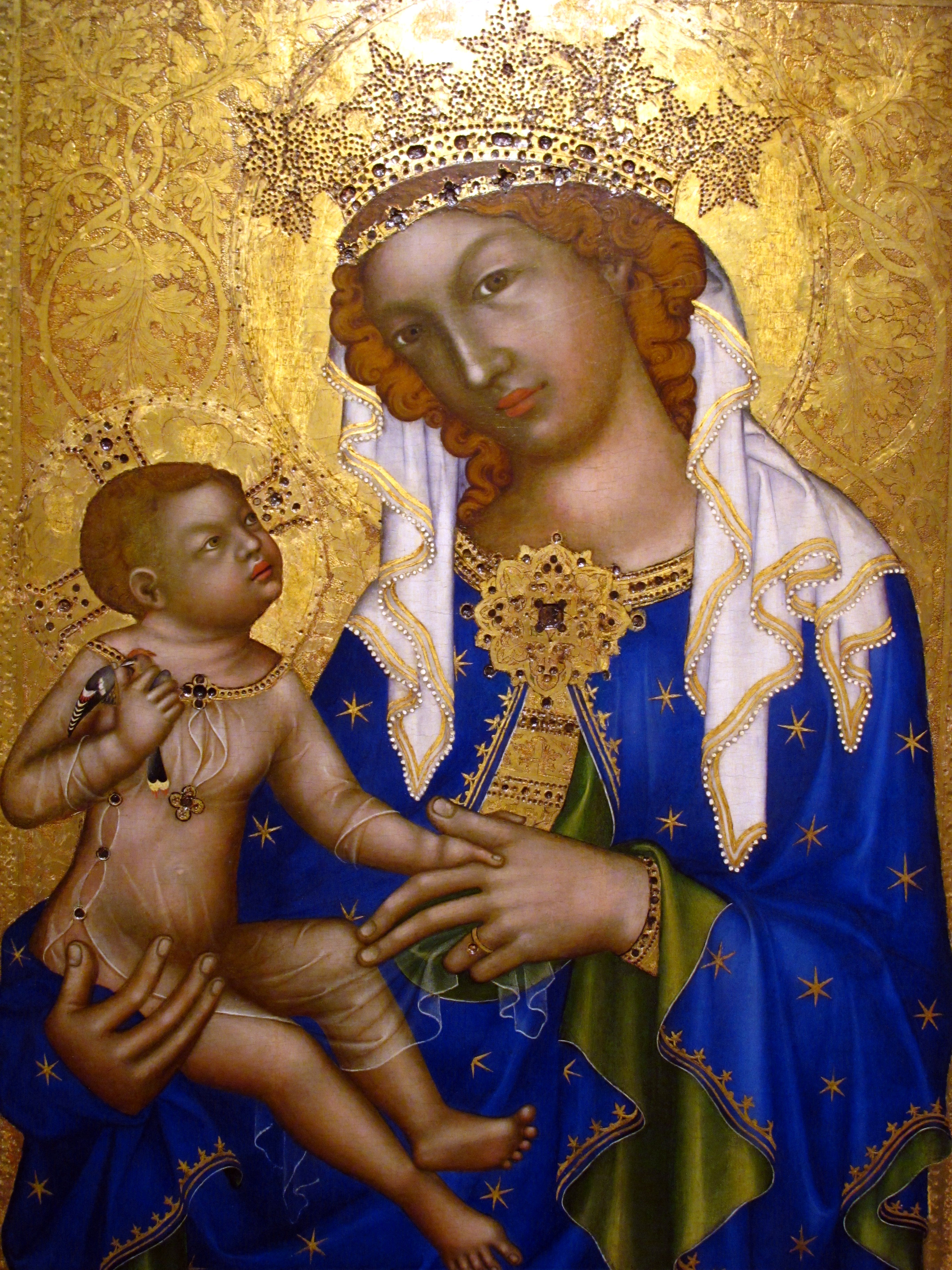
Mare de Déu de Zbraslav, 1340–1350
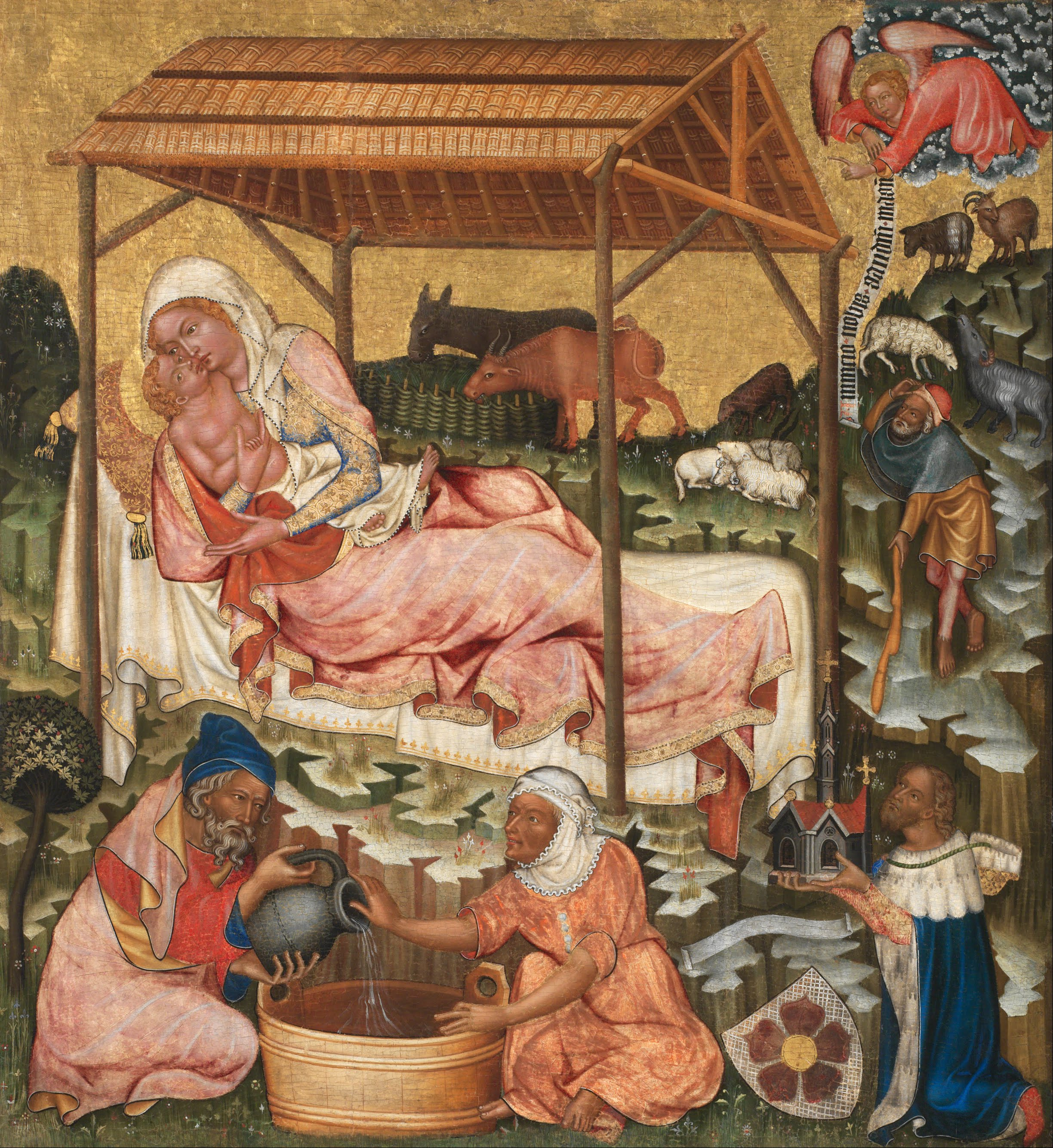
Retaule de Vyšší Brod, 1345–1350
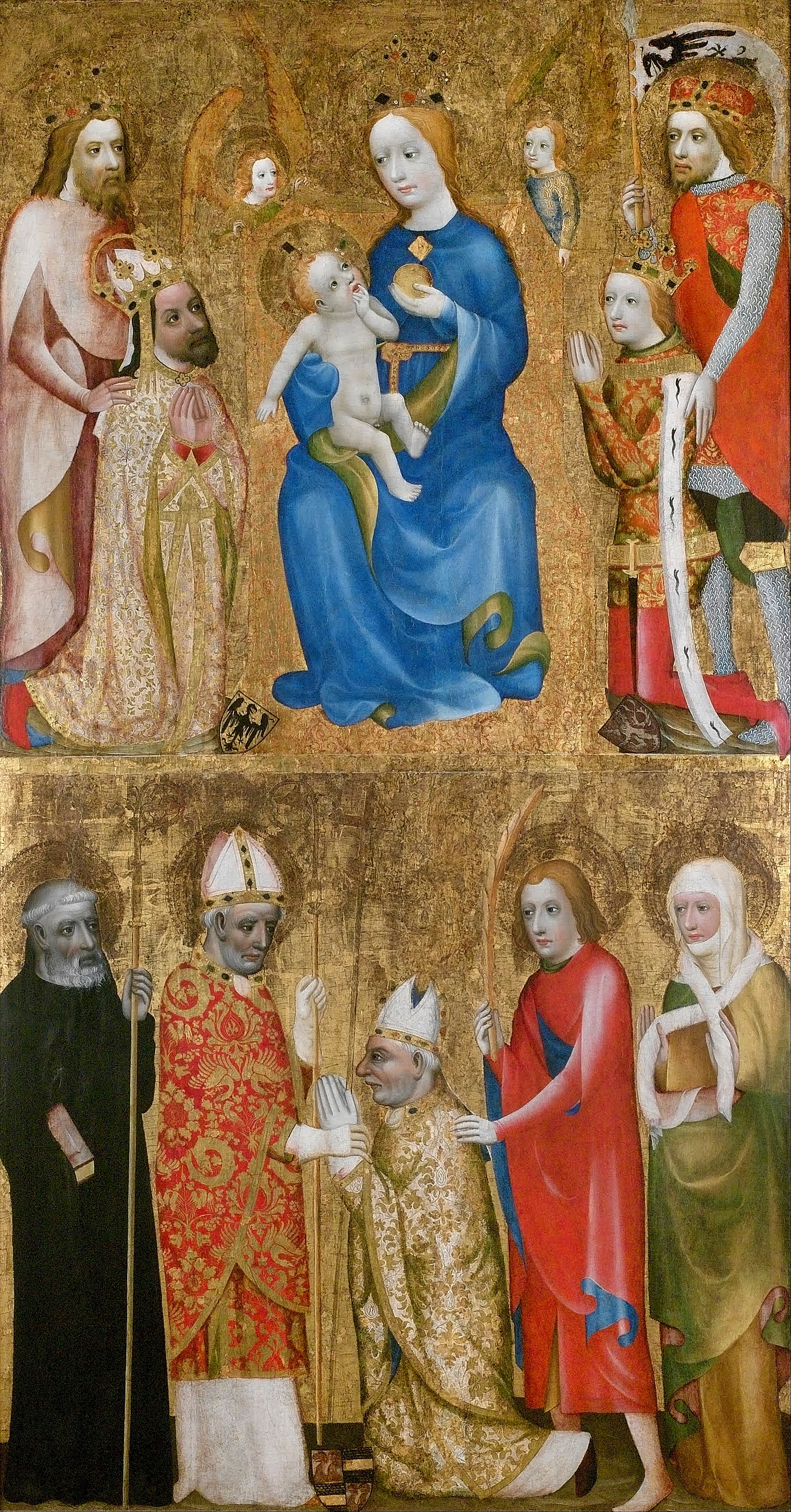
Tauler votiu de Jan Očko de Vlašim, 1370
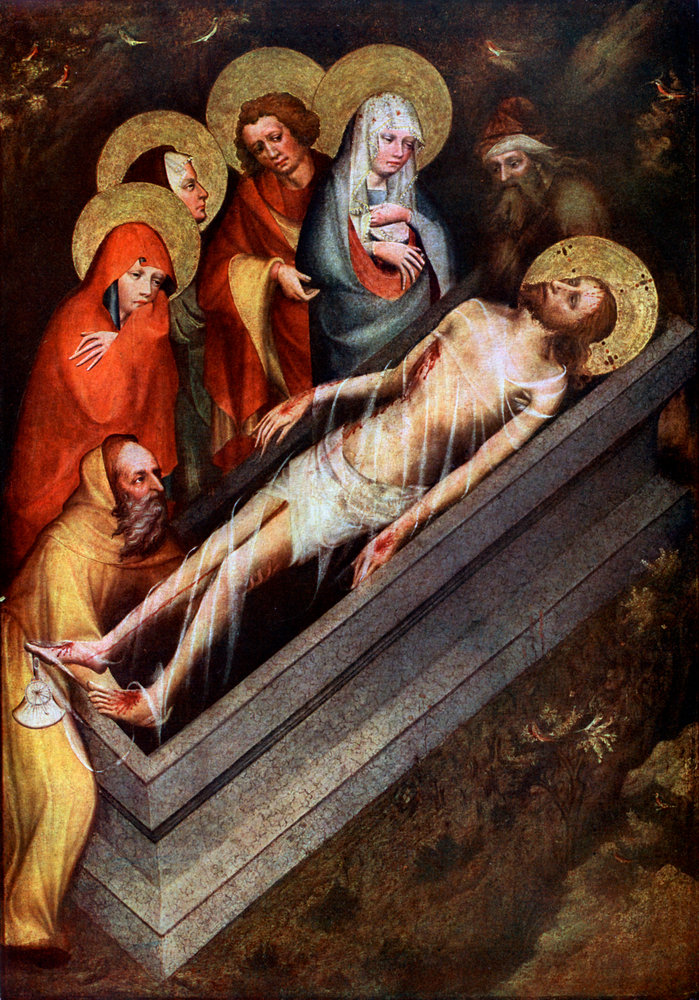
Retaule de Třeboň, 1380–1390
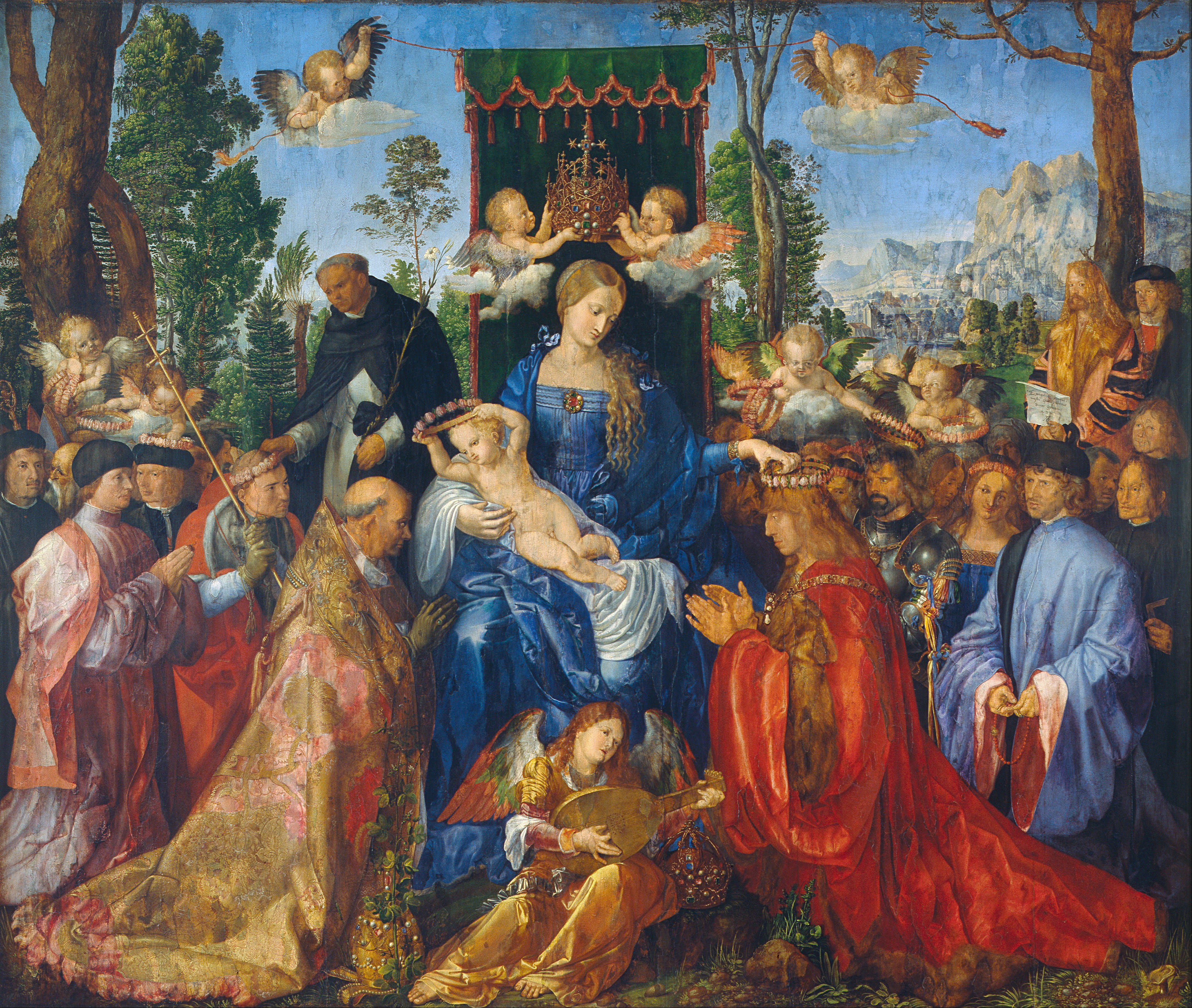
Festa del Rosari, Albrecht Dürer, 1506
Adam i Eva, Lucas Cranach el Vell, ca. 1538
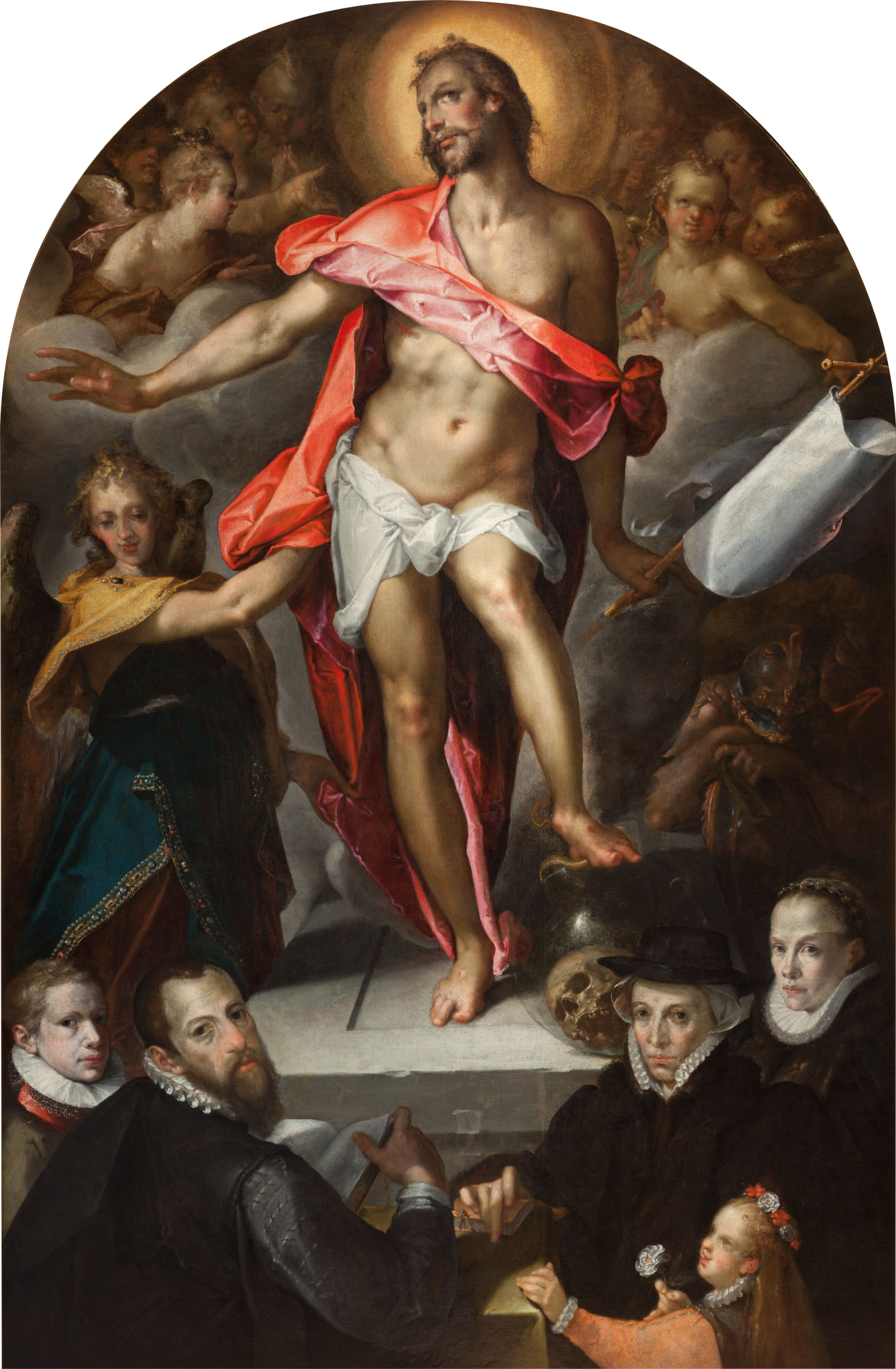
Epitafi de l'orfebre Nicolas Müller de Praga, Bartholomaeus Spranger, 1592–1593
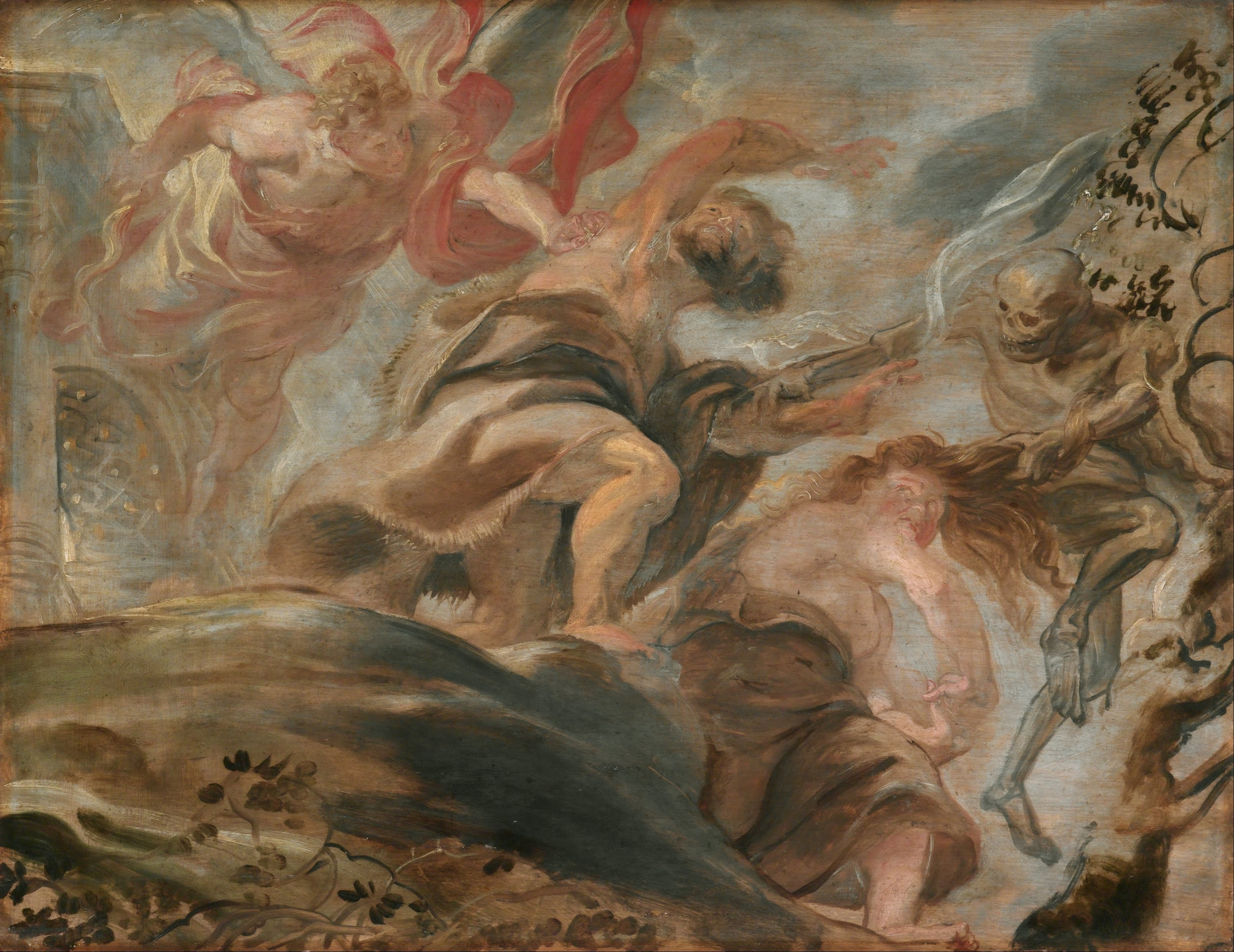
Expulsió del jardí de l'Eden, Peter Paul Rubens, 1620
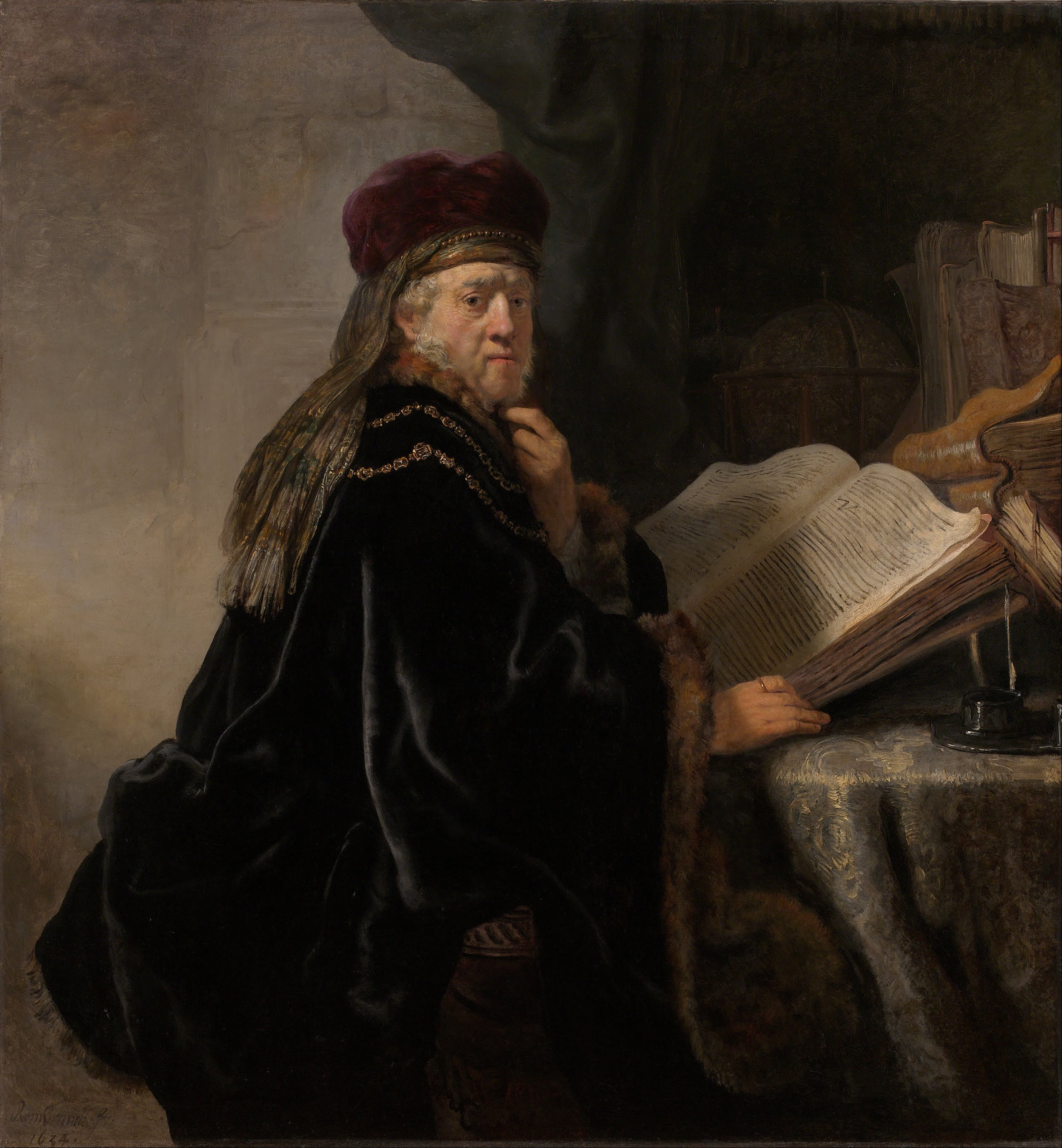
Estudiós al seu estudi, Rembrandt van Rijn, 1634
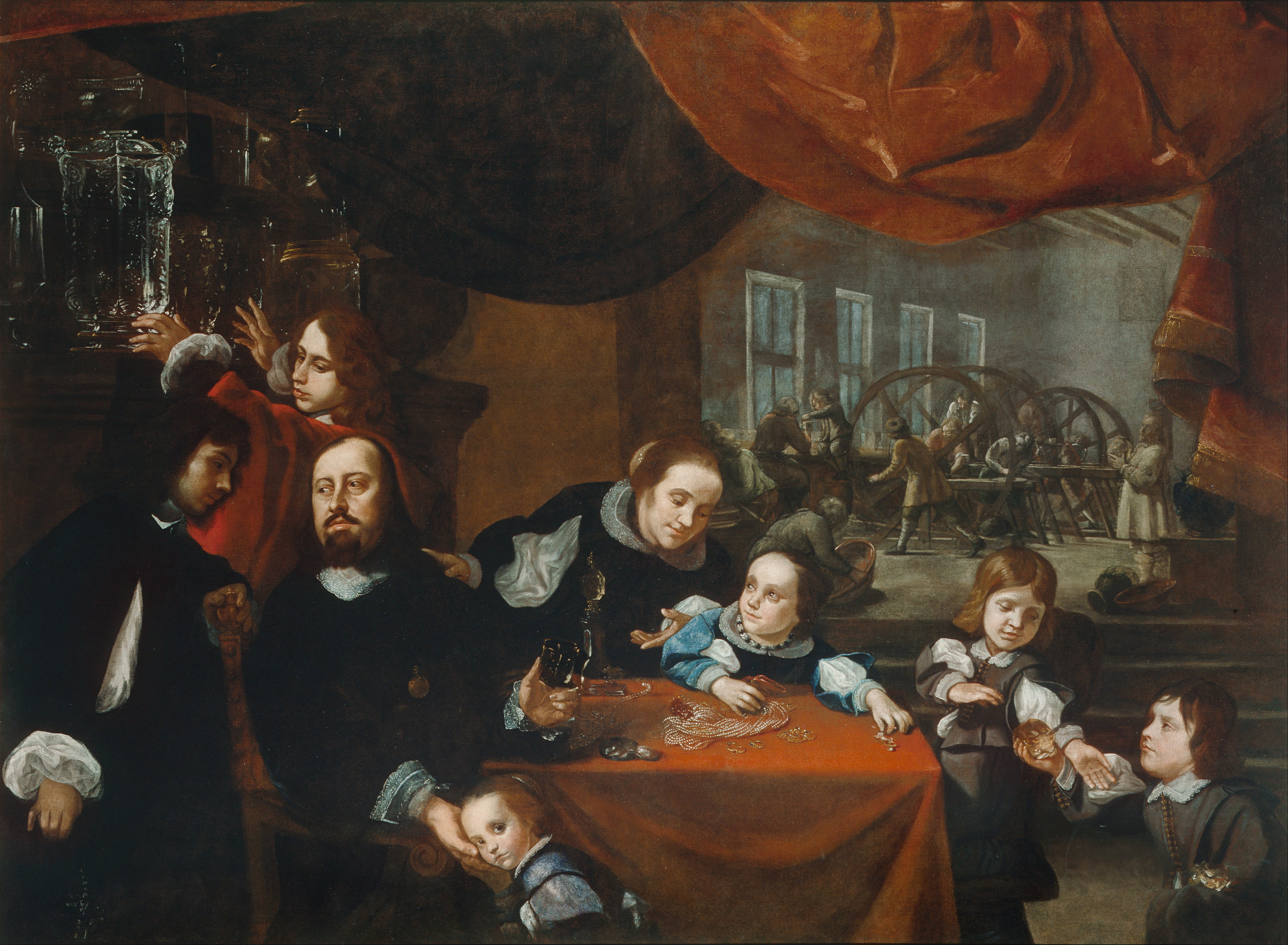
Retrat del tallador de joies Dionysio Miseroni i la seva família, Karel Škréta, 1653
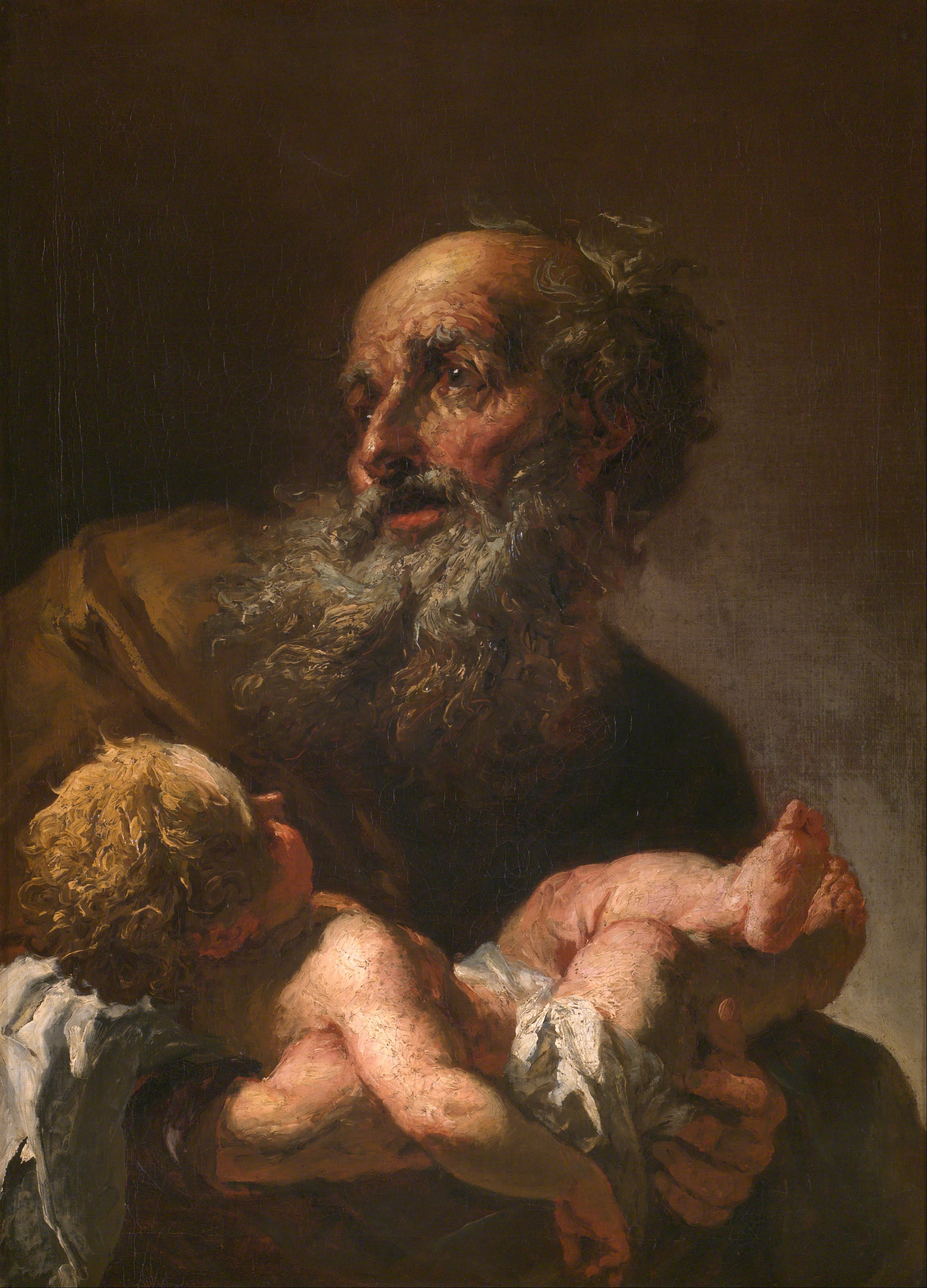
Simeó amb l'infant Jesús, Petr Brandl, 1725
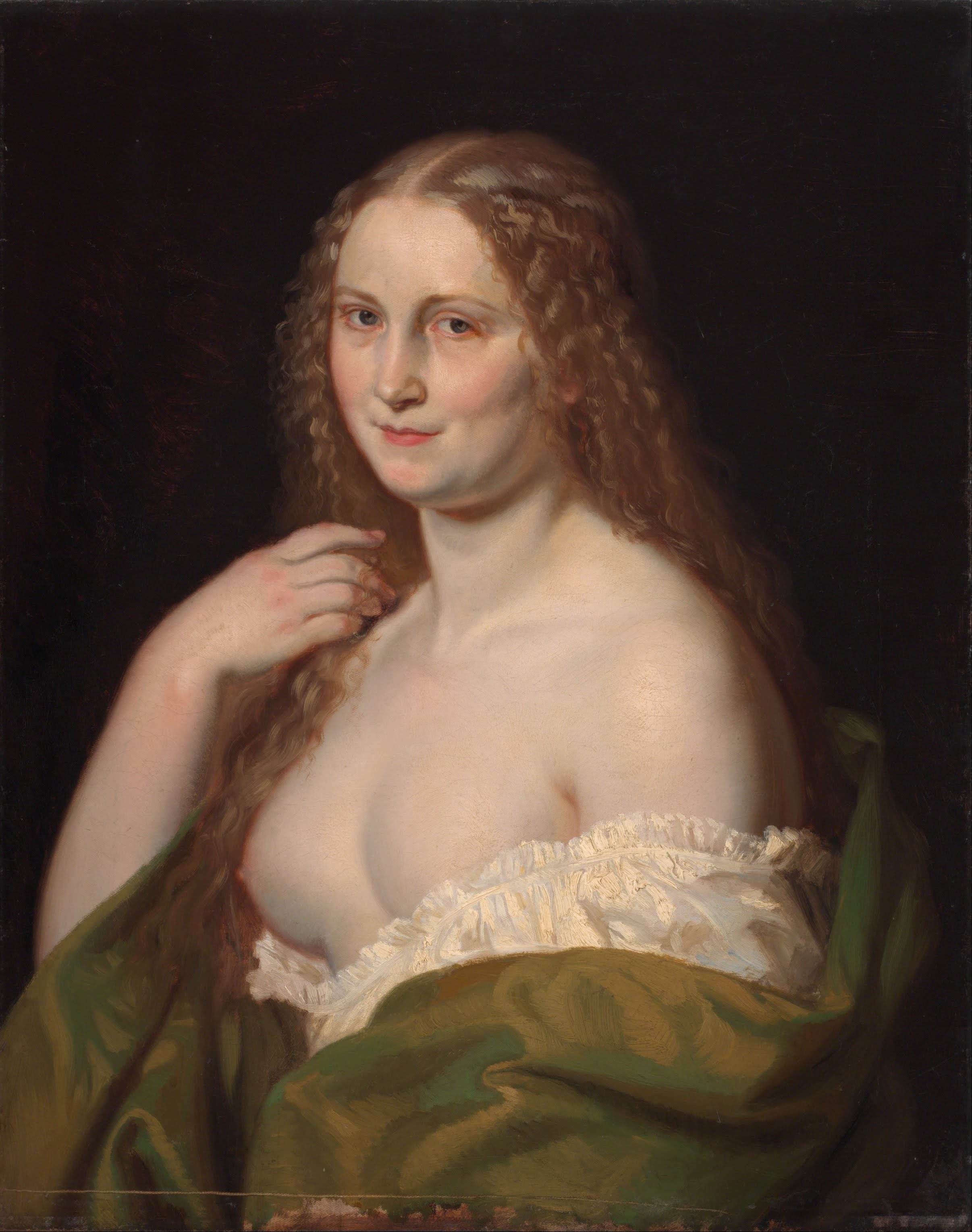
Josephine, Josef Mánes, 1855
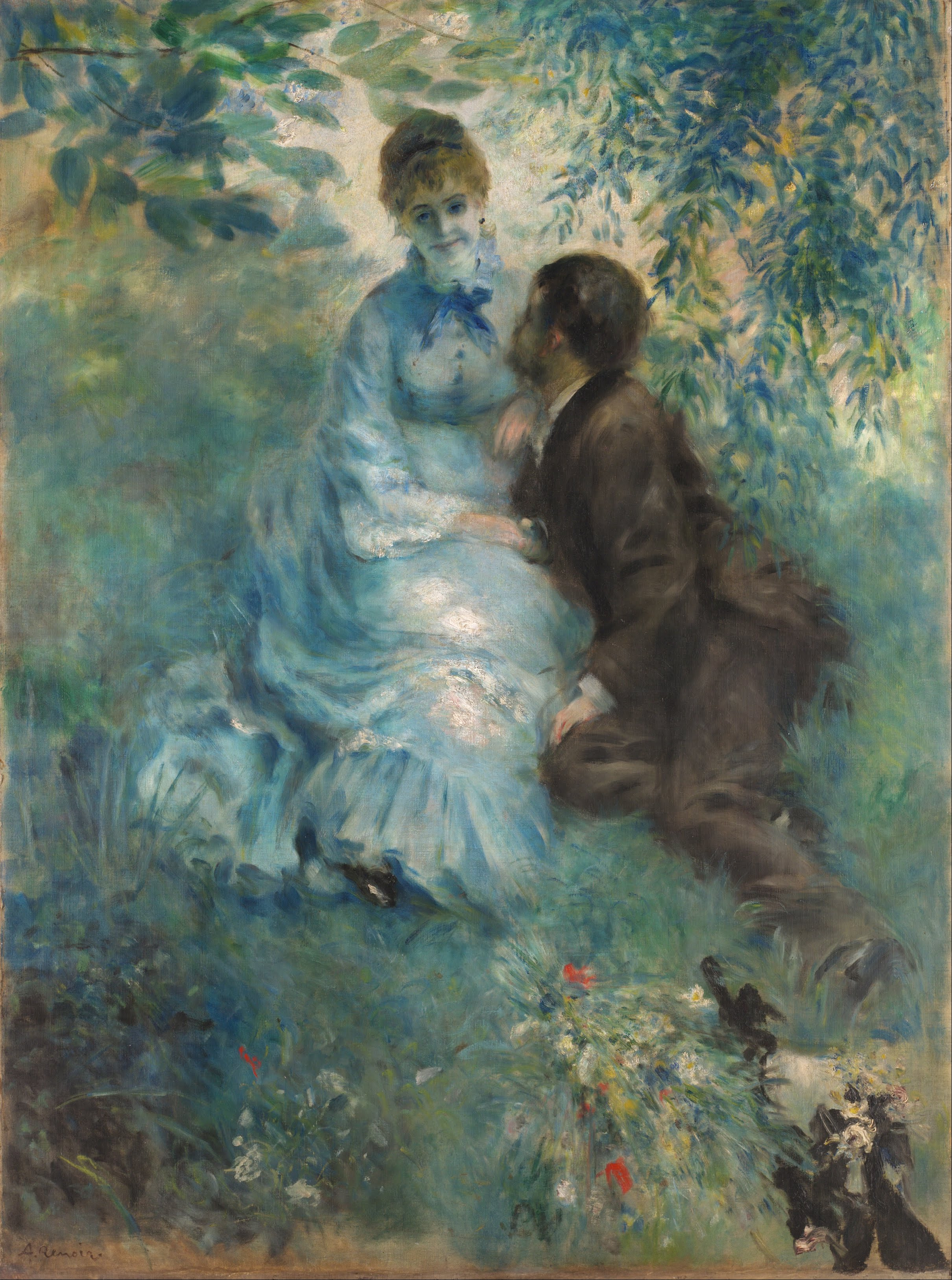
Els amants, Auguste Renoir, 1875
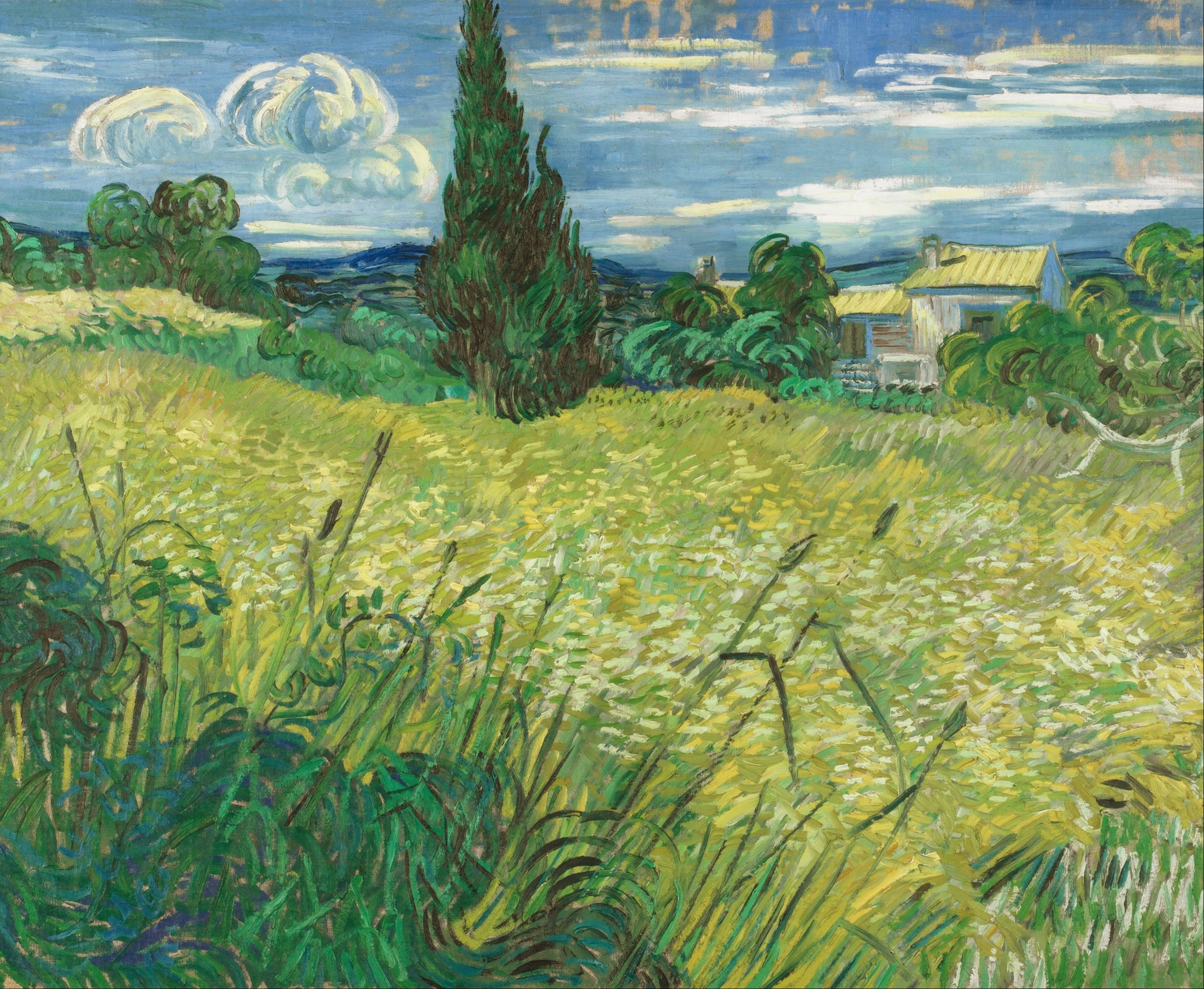
Camp de blat verd amb xiprer, Vincent van Gogh, 1889
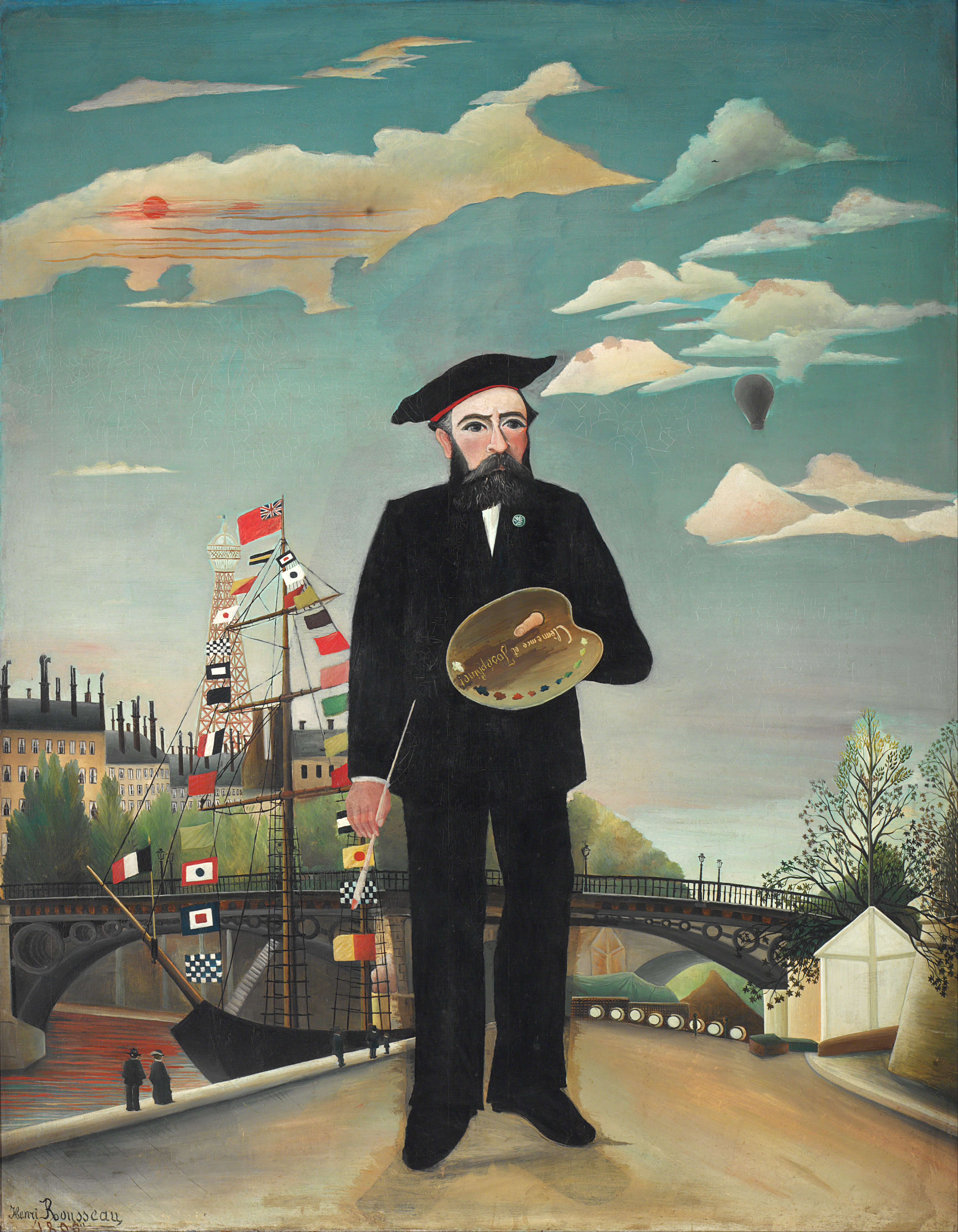
Autoretrat, Henri Rousseau, 1890
Assassinat a la casa, Jakub Schikaneder, 1890
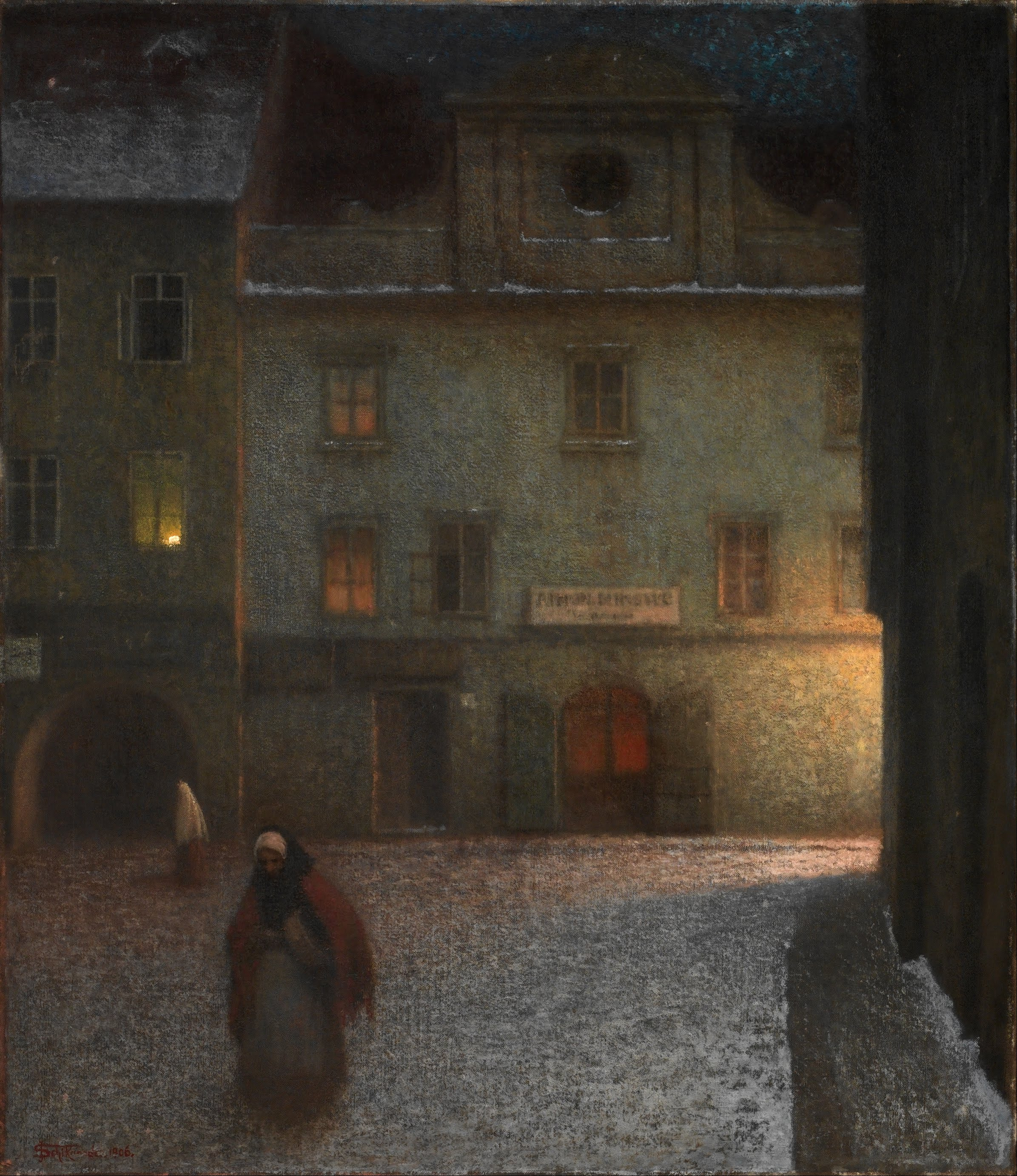
Evening Street, Jakub Schikaneder, 1906
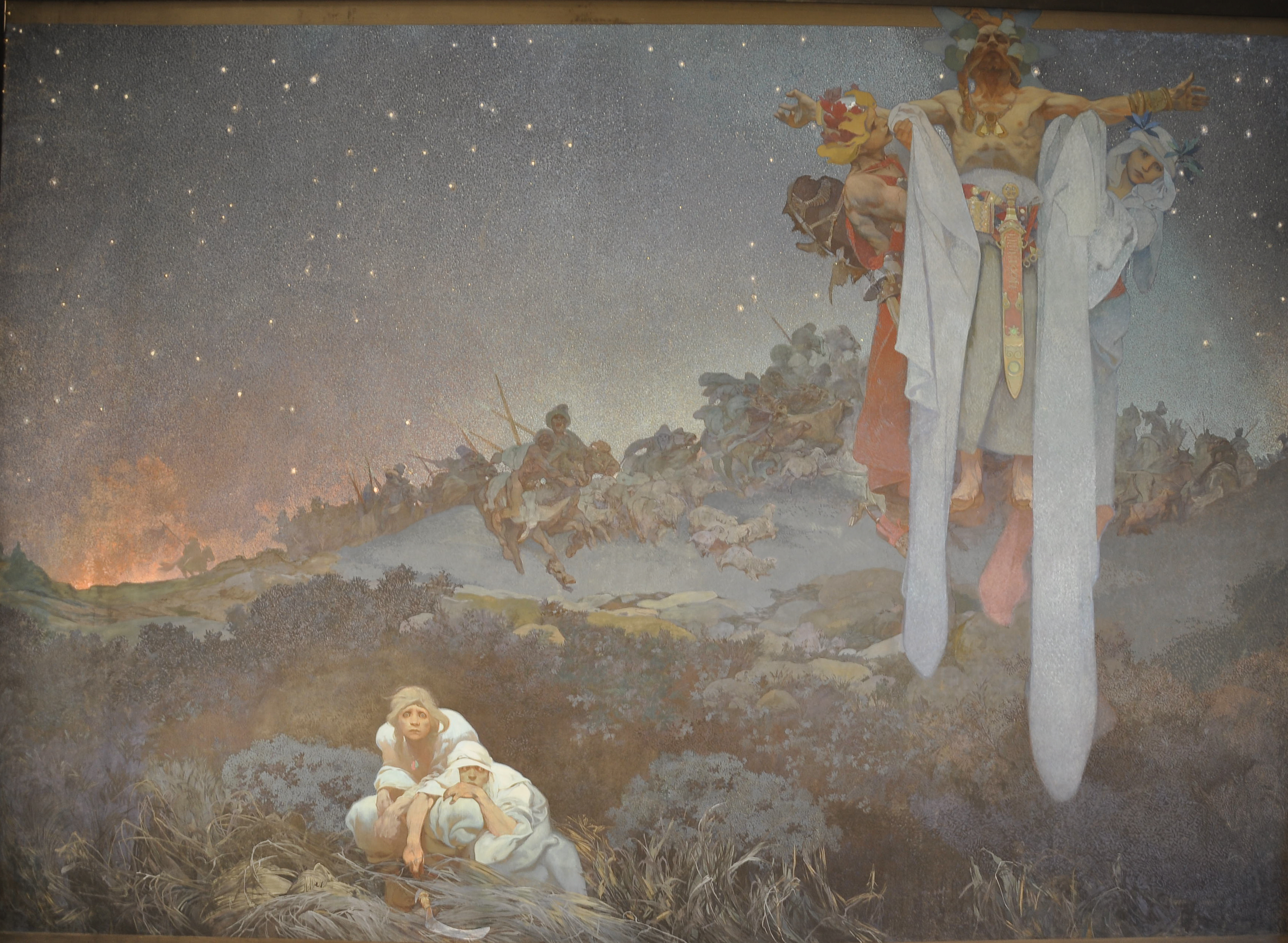
Alphonse Mucha, L'èpica eslava, 1912
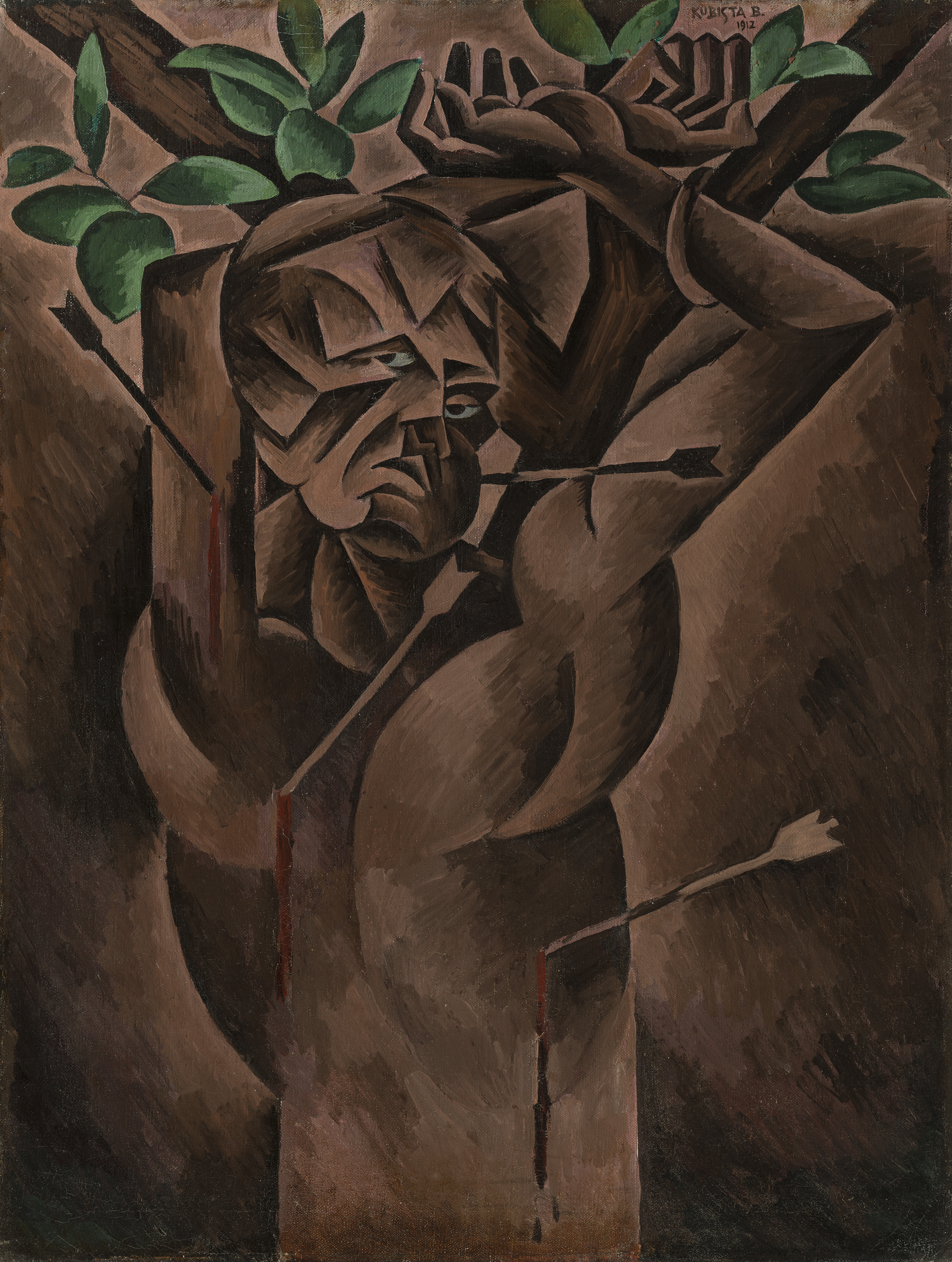
Sant Sebastià, Bohumil Kubišta, 1912
La donzella, Gustav Klimt, 1913
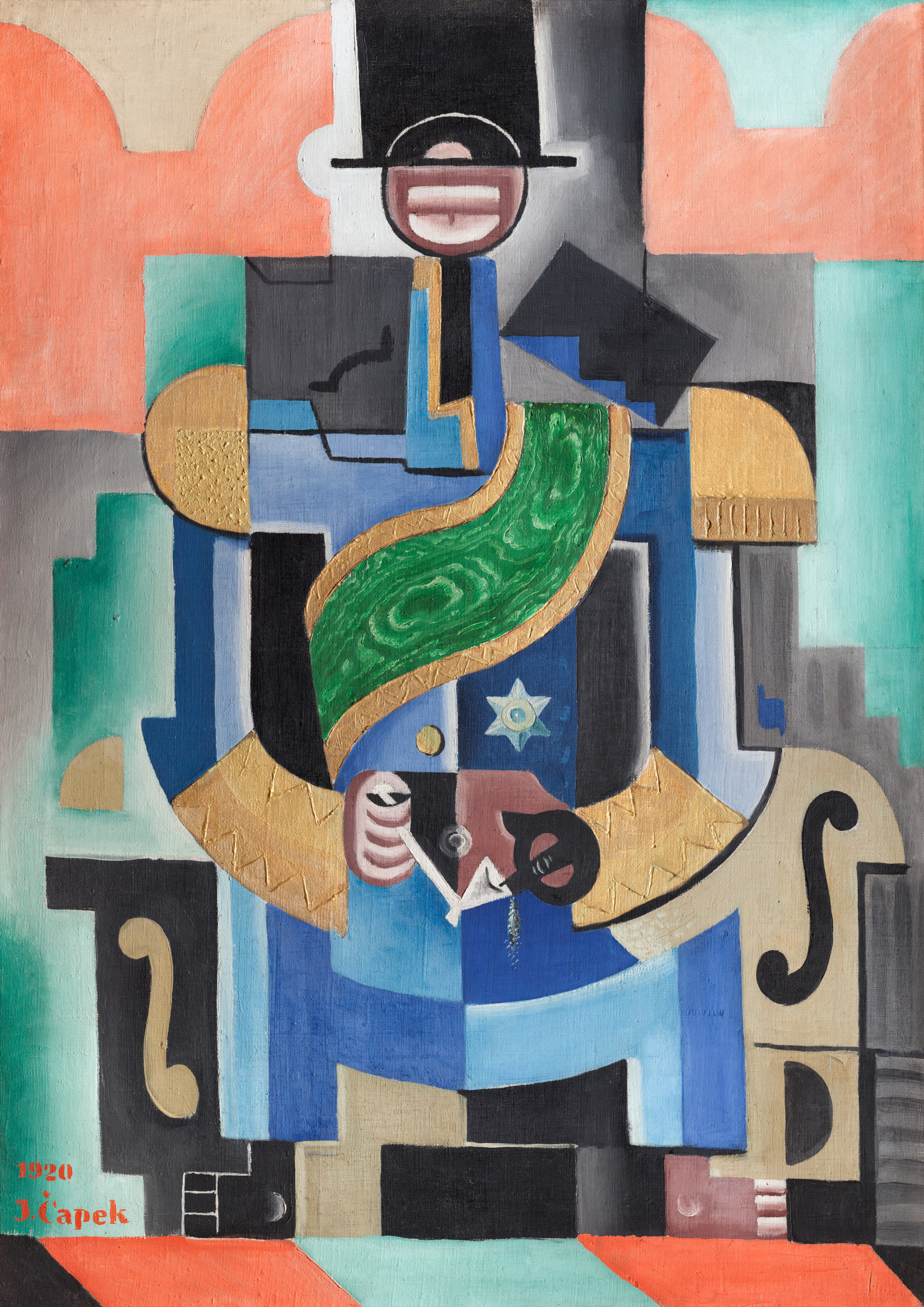
Rei africà, Josef Čapek, 1920